# 제임스 야에가시
제임스 야에가시(James Yaegashi)는 일본계 미국인 성우, 배우이다.
일본 요코하마시에서 태어났다.

## 영화
- 맨 온 렛지 (2012년) - 경찰 기술자 역
- 레프티 루지 라이티 타이티 (2011년)
- 더 콜렉티브 (2008, The Collective)
- 노이즈 (2007년)
- 13 컨버세이션 (2001년)